# Saint-Pierre-de-Lages
Saint-Pierre-de-Lages är en kommun i departementet Haute-Garonne i regionen Occitanien i södra Frankrike. Kommunen ligger i kantonen Lanta som tillhör arrondissementet Toulouse. År 2022 hade Saint-Pierre-de-Lages 887 invånare.

## Befolkningsutveckling
Antalet invånare i kommunen Saint-Pierre-de-Lages
Referens:INSEE